# Chavez Ageday
Chavez Ageday (ur. 14 sierpnia 1993) – gujański lekkoatleta, sprinter.
W 2010 biegł w finale na 100 i 200 metrów podczas młodzieżowych mistrzostw Ameryki Południowej. W tym samym roku startował na igrzyskach olimpijskich młodzieży w Singapurze. W 2012 zdobył brąz w biegu na 100 metrów podczas młodzieżowych mistrzostw Ameryki Południowej w São Paulo.

## Osiągnięcia
| Rok  | Impreza                                     | Miejsce   | Konkurencja        | Lokata     | Wynik |
| ---- | ------------------------------------------- | --------- | ------------------ | ---------- | ----- |
| 2010 | Młodzieżowe mistrzostwa Ameryki Południowej | Medellín  | bieg na 100 metrów | 8. miejsce | 10,82 |
| 2010 | Młodzieżowe mistrzostwa Ameryki Południowej | Medellín  | bieg na 200 metrów | 7. miejsce | 22,07 |
| 2010 | Igrzyska olimpijskie młodzieży              | Singapur  | bieg na 100 metrów | eliminacje | 10,90 |
| 2012 | Młodzieżowe mistrzostwa Ameryki Południowej | São Paulo | bieg na 100 metrów | 3. miejsce | 10,65 |
| 2012 | Młodzieżowe mistrzostwa Ameryki Południowej | São Paulo | bieg na 200 metrów | eliminacje | 21,62 |

## Rekordy życiowe
- Bieg na 100 metrów – 10,65 (2012)
- Bieg na 200 metrów – 21,62 (2012)